# Leandro N. Alem (partido)
Pour les articles homonymes, voir Leandro N. Alem (homonymie).
Leandro N. Alem est un partido de la province de Buenos Aires fondée en 1918 dont la capitale est Vedia.

## Démographie
En juin 2007, la population était estimée à 16 522 habitants
- Recensement de 1991 : 16 553 habitants
- Recensement de 2001 : 16 358 habitants

## Communes et localités
- Juan Bautista Alberdi
- Vedia